# Gesamtnorm
Die Gesamtnorm ist in der Mathematik eine auf der Maximumsnorm basierende Matrixnorm. Sie ist definiert als das betragsmaximale Matrixelement multipliziert mit dem geometrischen Mittel aus der Anzahl der Zeilen und Spalten der Matrix. Die Gesamtnorm ist submultiplikativ und unter bestimmten Einschränkungen an die Dimensionen der Matrix mit allen p-Normen verträglich, sie ist aber keine Operatornorm. Sie wird insbesondere in der numerischen linearen Algebra eingesetzt.

## Definition
Die Gesamtnorm {\displaystyle \|\cdot \|_{G}} einer reellen oder komplexen (m × n)-Matrix {\displaystyle A\in {\mathbb {K} }^{m\times n}} mit {\displaystyle \mathbb {K} } als dem Körper der reellen oder komplexen Zahlen ist definiert als
{\displaystyle \|A\|_{G}:={\sqrt {mn}}\cdot \!\max _{{i=1,\ldots ,m} \atop {j=1,\ldots ,n}}|a_{ij}|},
also das Produkt aus dem geometrischen Mittel der Anzahl der Zeilen und Spalten der Matrix mit dem Maximum der Beträge aller Matrixelemente {\displaystyle a_{ij}}. Die Gesamtnorm entspricht damit bis auf den Vorfaktor dem maximalen Eintrag eines Vektors der Länge {\displaystyle m\cdot n}, in dem alle Einträge der Matrix untereinander notiert sind, und damit der Maximumsnorm dieses Vektors.
Für den Spezialfall einer quadratischen Matrix {\displaystyle A\in {\mathbb {K} }^{n\times n}} ist die Gesamtnorm durch
{\displaystyle \|A\|_{G}=n\cdot \!\max _{i,j=1,\ldots ,n}|a_{ij}|}
gegeben.

## Beispiele
Reelle Matrix
Die Gesamtnorm der reellen (2 × 2)-Matrix
{\displaystyle A={\begin{pmatrix}1&-1\\-2&3\\\end{pmatrix}}}
ist gegeben als
{\displaystyle \|A\|_{G}=2\cdot \max _{i,j=1,2}|a_{ij}|=2\cdot \max\{|1|,|{-}1|,|{-}2|,|3|\}=2\cdot \max\{1,1,2,3\}=6}.
Komplexe Matrix
Die Gesamtnorm der komplexen (2 × 2)-Matrix
{\displaystyle A={\begin{pmatrix}1&i\\-2i&3-4i\\\end{pmatrix}}}
ist gegeben als
{\displaystyle \|A\|_{G}=2\cdot \max _{i,j=1,2}|a_{ij}|=2\cdot \max\{|1|,|i|,|{-}2i|,|3-4i|\}=2\cdot \max\{1,1,2,5\}=10}.

## Eigenschaften

### Normaxiome
Da die Summe zweier Matrizen {\displaystyle A,B\in {\mathbb {K} }^{m\times n}} und die Multiplikation einer Matrix mit einem Skalar komponentenweise definiert sind, folgen die Normeigenschaften Definitheit, absolute Homogenität und Subadditivität direkt aus den entsprechenden Eigenschaften der Maximumsnorm für Vektoren. Die Skalierung mit dem konstanten Vorfaktor {\displaystyle {\sqrt {mn}}} hat dabei keinen Einfluss auf die Aussagen.

### Submultiplikativität
Die Gesamtnorm ist submultiplikativ, das heißt für Matrizen {\displaystyle A\in {\mathbb {K} }^{m\times n}} und {\displaystyle B\in {\mathbb {K} }^{n\times l}} gilt
{\displaystyle \|A\,B\|_{G}\leq \|A\|_{G}\cdot \|B\|_{G}},
wie mit Hilfe der Dreiecksungleichung und mit der Abschätzung einer Summe von Matrixelementen durch das entsprechende Vielfache des maximalen Elements über
{\displaystyle {\begin{aligned}\|A\,B\|_{G}&={\sqrt {ml}}\cdot \!\max _{{i=1,\ldots ,m} \atop {k=1,\ldots ,l}}\left|\sum _{j=1}^{n}a_{ij}b_{jk}\right|\leq {\sqrt {ml}}\cdot \!\max _{{i=1,\ldots ,m} \atop {k=1,\ldots ,l}}\sum _{j=1}^{n}|a_{ij}|\cdot |b_{jk}|\leq {\sqrt {ml}}\cdot n\cdot \!\max _{{i=1,\ldots ,m} \atop {j=1,\ldots ,n}}|a_{ij}|\cdot \!\max _{{j=1,\ldots ,n} \atop {k=1,\ldots ,l}}|b_{jk}|=\\&={\sqrt {mn}}\cdot \!\max _{{i=1,\ldots ,m} \atop {j=1,\ldots ,n}}|a_{ij}|\cdot {\sqrt {nl}}\cdot \!\max _{{j=1,\ldots ,n} \atop {k=1,\ldots ,l}}|b_{jk}|=\|A\|_{G}\cdot \|B\|_{G}\end{aligned}}}
gezeigt werden kann. Hieraus erklärt sich auch der Grund für die Skalierung, da die Gesamtnorm ohne diesen Vorfaktor im Allgemeinen nicht submultiplikativ ist.

### Verträglichkeit
Die Gesamtnorm ist mit allen p-Normen verträglich, sofern {\displaystyle m\leq n} für {\displaystyle p<2} und {\displaystyle m\geq n} für {\displaystyle p>2} gilt. Unter diesen Einschränkungen gilt für eine Matrix {\displaystyle A\in {\mathbb {K} }^{m\times n}} und einen Vektor {\displaystyle x\in {\mathbb {K} }^{n}} die Ungleichung
{\displaystyle \|A\,x\|_{p}\leq \|A\|_{G}\cdot \|x\|_{p}}.
Die Verträglichkeit folgt dabei aus der Ungleichungskette
{\displaystyle {\begin{aligned}\|A\,x\|_{p}^{p}&=\sum _{i=1}^{m}\left|\sum _{j=1}^{n}a_{ij}x_{j}\right|^{p}\!\leq \sum _{i=1}^{m}\max _{j=1,\ldots ,n}|a_{ij}|^{p}\cdot \left|\sum _{j=1}^{n}x_{j}\right|^{p}\!\leq m\cdot \!\max _{{i=1,\ldots ,m} \atop {j=1,\ldots ,n}}|a_{ij}|^{p}\cdot \|x\|_{1}^{p}\leq \\&\leq {\frac {m}{({\sqrt {mn}}\,)^{p}}}\,\|A\|_{G}^{p}\cdot n^{p-1}\,\|x\|_{p}^{p}=\left({\frac {m}{n}}\right)^{1-p/2}\|A\|_{G}^{p}\cdot \|x\|_{p}^{p}\,,\end{aligned}}}
wobei der Vorfaktor unter genau den obigen Bedingungen durch Eins beschränkt ist. Dabei wurde die 1-Norm durch die p-Norm über {\displaystyle \|x\|_{1}\leq {\sqrt[{p}]{n^{p-1}}}\,\|x\|_{p}} abgeschätzt und  wie bei der Submultiplikativität die Summe durch das Maximum ersetzt und wiederholt die Dreiecksungleichung angewandt.
Die Gesamtnorm ist damit immer mit der euklidischen Norm verträglich. Mit der Summennorm und allen anderen p-Normen für {\displaystyle p<2} ist sie nur verträglich, falls die Zahl der Zeilen höchstens so groß wie die der Spalten ist. Mit der Maximumsnorm und allen anderen p-Normen für {\displaystyle p>2} ist sie nur kompatibel, falls die Zahl der Zeilen mindestens so groß wie die der Spalten ist. Für quadratische Matrizen ist die Gesamtnorm mit allen p-Normen verträglich.

### Nichtdarstellbarkeit als Operatornorm
Die Gesamtnorm ist keine Operatornorm und damit keine natürliche Matrixnorm, das heißt, es gibt keine Vektornorm {\displaystyle \|\cdot \|,} sodass
{\displaystyle \max _{x\neq 0}{\frac {\|Ax\|}{\|x\|}}=\|A\|_{G}}
gilt, da jede Operatornorm für die Einheitsmatrix {\displaystyle I\in {\mathbb {K} }^{n\times n}} den Wert Eins besitzen muss, jedoch {\displaystyle \|I\|_{G}=n} für {\displaystyle n\geq 2} einen Wert größer als Eins ergibt. Wird die Gesamtnorm für die Einheitsmatrix auf Eins skaliert, dann geht die Submultiplikativität verloren, die eine weitere Eigenschaft jeder Operatornorm ist.